# Per Thorlin

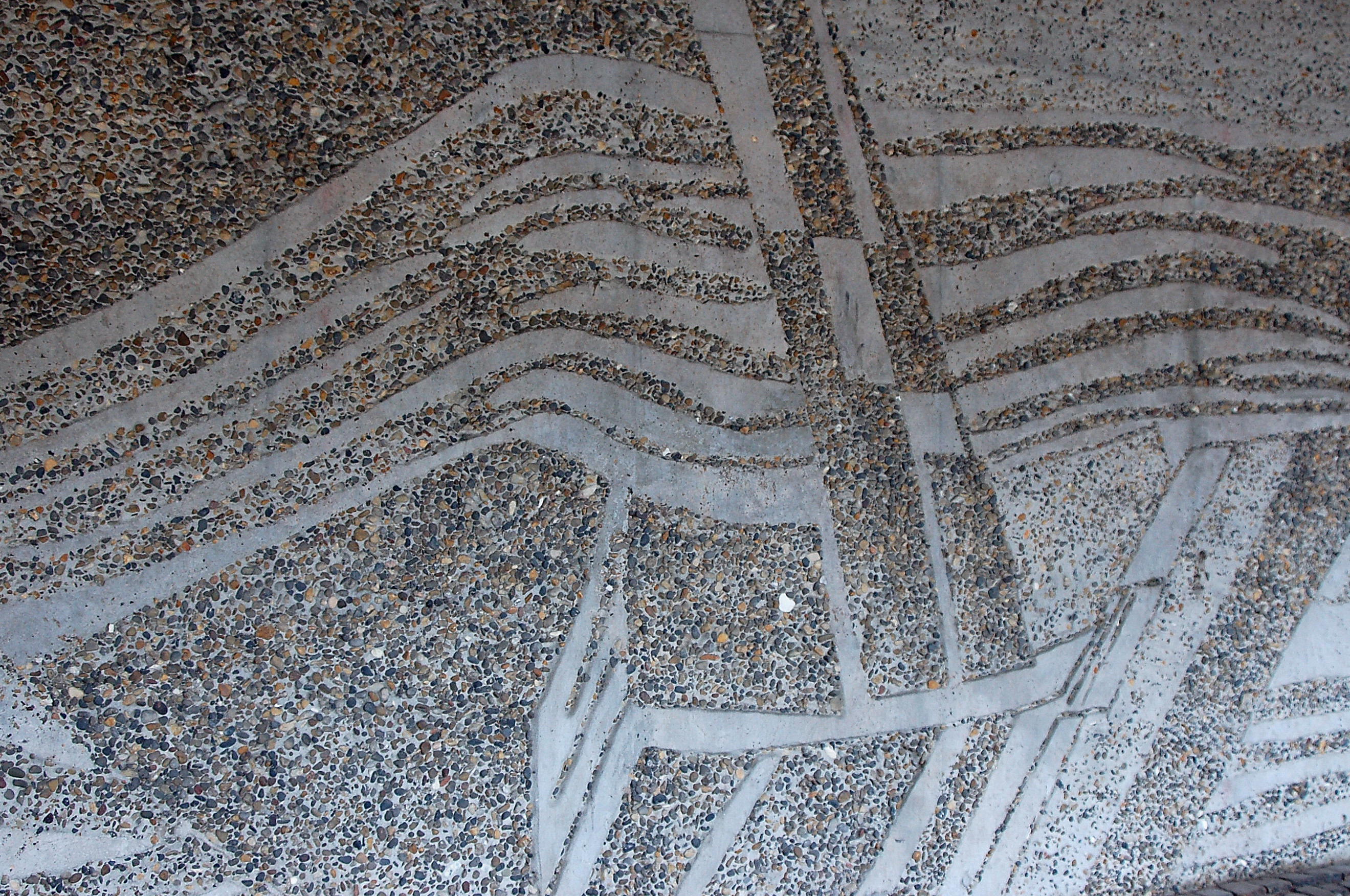
Livsströmmen blästrad betong på Bibliotekshuset i Karlstad formgiven av Per Thorlin

Per Torleif Thorlin, född 29 januari 1923 i Oslo, död 2018, var en norsk-svensk målare, tecknare, grafiker och skulptör. 
Han var son till lagerchefen Einar Erisen och Dagny Olsen. Thorlin studerade vid Statens håndverks- og kunstindustriskole i Oslo, samt för Nils Nilsson och Endre Nemes vid Valands konstskola i Göteborg 1945–1952. Han har ställt ut separat i bland annat Karlskoga, Varberg, Alingsås, Uddevalla, Oslo, Paris, Västerås och på De Ungas salong i  Stockholm. Tillsammans med Göran Bäckström ställde han ut på Studio Knut Lindqvist i Göteborg 1952 och tillsammans med Willard Lindh på Gulins balkongrum i Göteborg 1947. Han medverkade i en rad av Göteborgs konstförenings Decemberutställningar på Göteborgs konsthall sedan 1949, Sveriges allmänna konstförenings vårsalonger i Stockholm och Liljevalchs konsthalls Stockholmssalonger. Bland hans offentliga utsmyckningar märks Karlstads stadsbibliotek, fasadutsmyckning för Peder Skrivares skola i Varberg, och fasadutsmyckningar i Göteborg, Stockholm, Trollhättan och Mölndal. Hans bildkonst består av bland annat av abstrakta visionära landskap från Bohuslän och människoskildringar och sandblästrad betong.
Thorlin är representerad vid Stockholms kommun, Göteborgs kommun samt i flera landsting och kommuner.